# Perafort
Perafort es un municipio de la comarca catalana del Tarragonés, en la provincia de Tarragona (España). Según datos de 2009 su población era de 1154 habitantes. El municipio incluye dos núcleos, Perafort y Puigdelfí.

## Historia
Se han encontrado diversos restos arqueológicos que demuestran la presencia de habitantes durante la ocupación romana. Quedó despoblado durante la época sarracena y no se repobló hasta después de la reconquista; su primer señor fue Guillem de Claramunt. Tomó parte en las actividades de la Comuna del Campo.
A principios del siglo XIII perteneció a los señores de Castellvell. Después de pasar por diversas manos, en 1467 la señoría quedó en poder de la curia de Tarragona.
Puigdelfí y Perafort se unieron para formar un único municipio en 1846.

## Geografía humana

### Demografía
Cuenta con una población de 1308 habitantes (INE 2024).
| Gráfica de evolución demográfica de Perafort entre 1842 y 2021 |
| |
| Población de derecho según los censos de población del INE Población de hecho según los censos de población del INEEntre el censo de 1857 y el anterior, crece el término del municipio porque incorpora a 435018 (Puigdelfí) Entre el censo de 1991 y el anterior, disminuye el término del municipio porque independiza a 43906 (L'Ampolla) |

### Economía
La principal actividad económica del municipio es la agricultura. Destacan los cultivos de viña, almendros y avellanos. Destaca también la actividad industrial, fomentada con la construcción de polígonos industriales.

### Transporte
El 26 de diciembre de 2006 se inauguró, a medio camino entre Perafort y La Secuita, la estación de Campo de Tarragona, perteneciente a la L.A.V. Madrid-Barcelona-Frontera Francesa, con lo que se ha dotado a estos municipios de conexión ferroviaria rápida con Lérida, Zaragoza, Calatayud, Guadalajara y Madrid.

## Cultura
La iglesia parroquial de Perafort está dedicada a san Pedro. De estilo neoclásico, consta de tres naves. Se construyó en el siglo XVIII aprovechando para su construcción materiales de un antiguo templo. Tiene adosado un campanario de planta cuadrada.

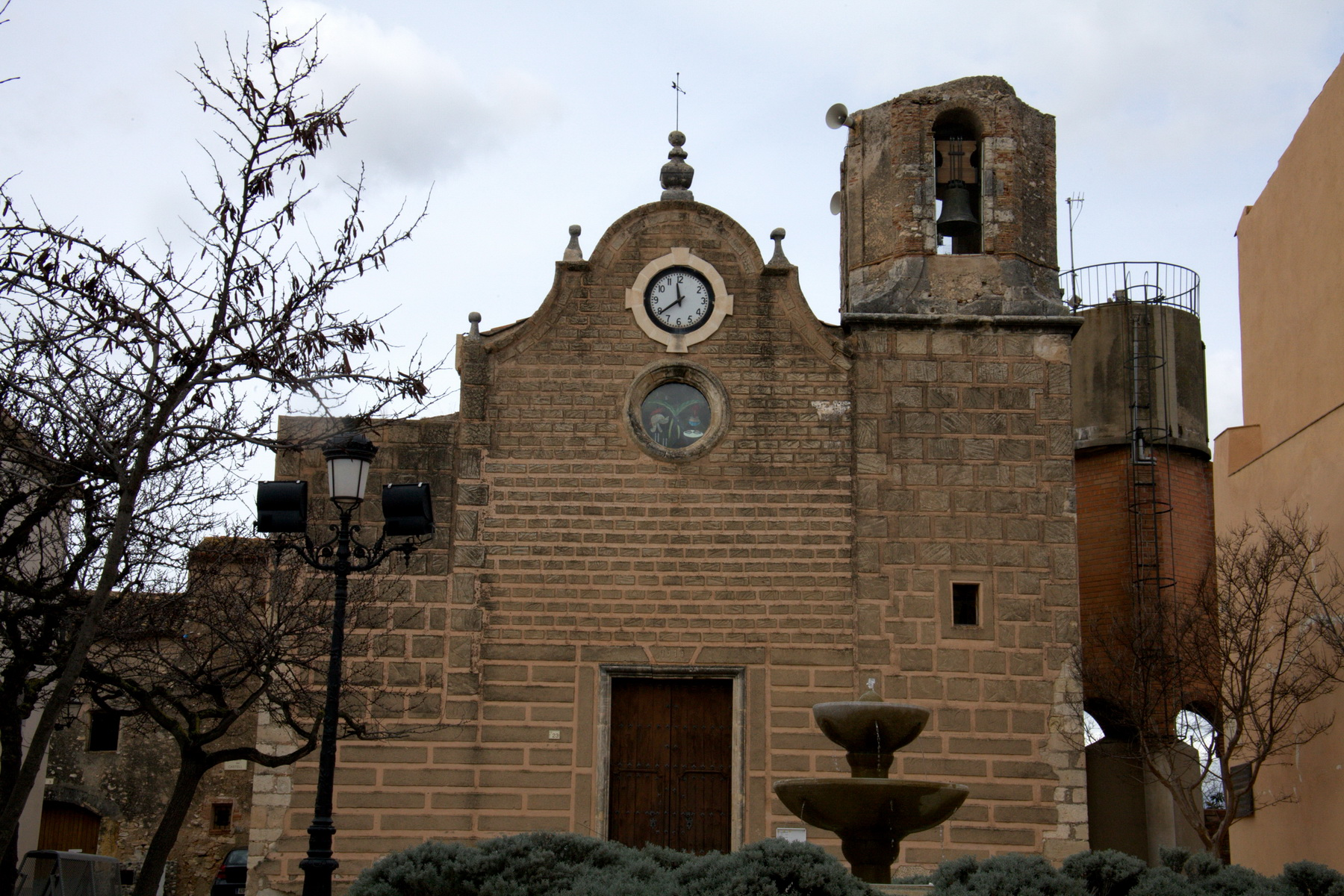
Iglesia parroquial de San Sebastián

La iglesia de Puigdelfí es también del siglo XVIII y está dedicada a san Sebastián. También consta de tres naves. En Puigdelfí se encontraron restos de dos tumbas del periodo romano y una lápida sepulcral, conservada en el Museo Arqueológico de Tarragona.
Perafort celebra su fiesta mayor el 29 de junio, festividad de san Pedro. El pueblo de Puigdelfí celebra sus fiestas en el mes de enero.